# 819 Бернардіана
819 Бернардіана (819 Barnardiana) — астероїд головного поясу, відкритий 3 березня 1916 року.
Тіссеранів параметр щодо Юпітера — 3,650.